# Saint-Avit-Saint-Nazaire

Saint-Avit-Saint-Nazaire este o comună în departamentul Gironde din sud-vestul Franței. În 2009 avea o populație de 1.516 de locuitori.

## Evoluția populației
| An        | 1975  | 1982  | 1990  | 1999  | 2006  | 2009  |
| --------- | ----- | ----- | ----- | ----- | ----- | ----- |
| Populație | 1.015 | 1.203 | 1.278 | 1.381 | 1.457 | 1.516 |